# Unixzeit
Die Unixzeit ist eine Zeitdefinition, die für das Betriebssystem Unix entwickelt und als POSIX-Standard festgelegt wurde. Die Unixzeit zählt die vergangenen Sekunden seit Donnerstag, dem 1. Januar 1970, 00:00 Uhr UTC. Das Startdatum wird auch als The Epoch bezeichnet. Die Umschaltung von einer Sekunde zur nächsten ist synchron zur UTC. Schaltsekunden werden ignoriert, eine Schaltsekunde hat den gleichen Zeitstempel wie die Sekunde davor. Vor Unix Version 6 (1975) zählte die Unix-Uhr in Hundertstelsekunden, daher musste die Epoche jedes Jahr neu festgelegt werden.

## Eigenschaften

### Umrechnung
Die Umrechnung in eine menschenlesbare Form, einschließlich der Anwendung von Zeitzonen, Sommerzeit und Schaltjahren werden dann von zusätzlichen Funktionen der Standardbibliothek übernommen. Die Darstellung des Datums als Sekunden seit der Unix-Epoche wird häufig verwendet, weil sie für Computerprogramme viel leichter zu verarbeiten ist als das „menschliche“ Datumsformat. Es lassen sich mit diesen Werten leicht Zeiträume als Differenzen von Sekunden berechnen. Sommer- oder Winterzeit, Zeitzonen und Schaltsekunden spielen dann keine Rolle mehr. Aus diesem Grund wird dieser Wert auch gerne als Zeitstempel verwendet. In praktisch allen Server-Anwendungen spielt der Zeitstempel eine tragende Rolle, so etwa im Umfeld von PHP- oder MySQL-Applikationen bei der Unterscheidung und Generierung zeitbezogener Datenbank-Einträge. Die vordefinierten PHP-Funktionen date() und mktime() ermöglichen hier beispielsweise durch das Einsetzen passender Funktionsargumente die einfache Konvertierung eines Zeitstempels in ein menschenlesbares Datumsformat und umgekehrt.

### Jahr-2038-Problem

Exemplarische Darstellung des Jahr-2038-Problems

Der POSIX-Standard verlangt für die Zeitangabe in Sekunden seit 1. Januar 1970 mindestens eine vorzeichenbehaftete 32-Bit-Zahl (Integer). Somit umfasst die Unixzeit garantiert die Werte −2.147.483.648 bis +2.147.483.647. Umgerechnet in Jahre entspricht dies etwas mehr als −68 bis +68.
Am 19. Januar 2038 um 3:14:08 Uhr UTC wird es daher bei Computersystemen, welche die Unixzeit in einer vorzeichenbehafteten 32-Bit-Variable speichern, zu einem Überlauf, und mithin zu einem Rücksprung kommen.
Unixzeiten vor dem 13. Dezember 1901 20:45:52 UTC sind mit einer vorzeichenbehafteten 32-Bit-Zahl auch nicht darstellbar, da die Zeitstempel kleiner als −2.147.483.648 wären.
Moderne Unix-Systeme verwenden zumindest in ihrer 64-Bit-Variante eine vorzeichenbehaftete 64-Bit-Zahl, bei der das Risiko eines Überlaufs ohne praktische Relevanz ist. Hier ließen sich Zeitspannen von bis zu 292 Milliarden Jahren korrekt darstellen.
Eingebettete Systeme auf Unix-Basis sind zurzeit noch nahezu ausschließlich 32-Bit-Systeme. Die fortlaufende Entwicklung, technische Geräte (z. B. Router, Radiowecker bis hin zu Automobilen und Flugzeugen) mit eingebetteten Systemen auf Unix-Basis auszustatten, bedingt, dass diese Geräte ab dem 19. Januar 2038 nicht mehr korrekt funktionieren.
Verwendet ein Entwickler den vorzeichenlosen (unsigned-) 32-bit-Typ, könnte er die Unix-Zeit noch bis über das Jahr 2100 hinaus verwenden. Das gilt allerdings nicht, wenn er die Standardbibliothek nutzt. Diese ist auf den minimalen POSIX-Standard festgelegt.

### Schaltsekunden
Schaltsekunden werden in der Unixzeit nicht mitgezählt, da sie nicht regelmäßig auftreten, sondern je nach schwankender Erdrotation nur sechs Monate vor ihrer Einfügung angekündigt werden. Alle Tage sind in Unixzeit genau 24 × 3600 Sekunden lang, Zeitdifferenzen in Unixzeit, die über eine Schaltsekunde hinweggehen, sind daher um diese Sekunde zu kurz.
In den letzten Jahren gab es mehrere Versuche, im Rahmen der POSIX-Standardisierung eine Darstellung der Schaltsekunde zur POSIX-Unix-Zeitdefinition hinzuzufügen. Die Diskussionen zu diesem Thema führten jedoch bislang nicht zu einem allgemein akzeptierten Ergebnis.

## Vergleich
Für die menschliche Anwendung sind auf Abschnitte herunter gebrochenen Zeiten, etwa Anzahl Jahre, Monate, Tage, Stunde mit zusätzlichen Angaben für Zeitzone und Sommerzeit übersichtlicher. Soweit eine alltägliche Zeit ohne Angabe von Sommerzeit und Zeitzone erfolgt, bleibt sie für eine computertechnische Verarbeitung allerdings noch unvollständig. Die gebrochene Darstellung macht Berechnungen in jedem Fall aufwändiger.
Unix bietet eine Konvertierung der Unixzeit in eine gebrochene Darstellung mittels localtime()an. Sommerzeit und Zeitzone werden von dieser Funktion, für den Anwender meist unsichtbar, aus administrativen Einstellungen des Systems bezogen – deshalb local-time.
In den DOS-Systemen war die gebrochene Zeit, aber ohne Zeitzonenangabe das Standardformat und wird auf FAT-Dateisystemen für Zeitstempel der Dateien in einer kompakten Darstellung gespeichert.
Eine Zeitangabe kann auch als Gleitkommazahl gespeichert werden. So ist z. B. bei Nutzung des Double-Formats eine sekundengenaue Auflösung für die nächsten ca. 285 Millionen Jahre möglich.

## Besondere Werte

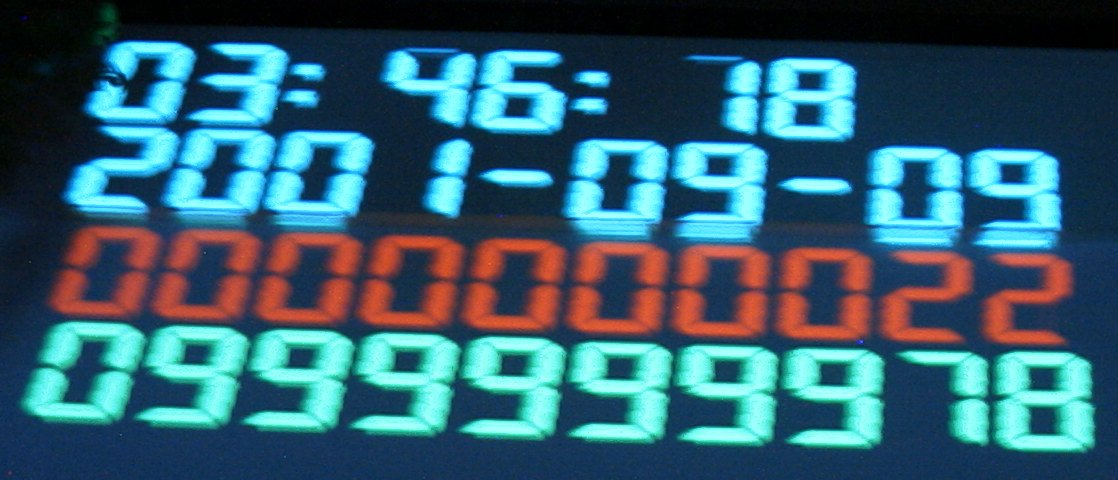
Das Unix-Millennium wurde am 9. Sep. 2001 in Kopenhagen auf einer Party der dänischen Unix User Group um 03:46:40 Ortszeit gefeiert

Unix-Enthusiasten haben es sich zum Brauch gemacht, zu bestimmten Werten der Unixzeit sogenannte „time_t-Partys“ – ähnliche den Neujahrsfeiern zum Jahreswechsel – zu veranstalten. Üblicherweise werden runde Dezimal-Werte, wie 1.000.000.000 oder 2.000.000.000 gefeiert. Unter manchen Benutzern werden allerdings auch runde Binär-Werte gefeiert, beispielsweise +230 (1.073.741.824), welcher auf den 10. Jan. 2004 13:37:04 UTC fiel. Am 13. Feb. 2009 um 23:31:30 UTC (14. Feb. 2009 um 00:31:30 CET) erreichte die Unixzeit den Wert 1234567890. Heise Online erwähnte dieses Ereignis in seinem Newsticker.
Diese Zeitpunkte werden üblicherweise als „n Sekunden seit der Unix-Epoche“ gefeiert. Durch die Einführung von Schaltsekunden ist diese Bezeichnung allerdings nicht ganz korrekt.
| Wert                                                      | Wert           | Wert        | Zeitpunkt (UTC)         |
| arithm.                                                   | dezimal        | hexadez.    | Zeitpunkt (UTC)         |
| --------------------------------------------------------- | -------------- | ----------- | ----------------------- |
| −231                                                      | −2 147 483 648 | 80 00       | 13. Dez. 1901 20:45:52  |
| −230                                                      | −1 073 741 824 | C0 00       | 23. Dez. 1935 10:22:56  |
|                                                           | −1 000         | C4 65 36 00 | 24. April 1938 22:13:20 |
| −229                                                      | −536 870 912   | E0 00       | 27. Dez. 1952 05:11:28  |
| −228                                                      | −268 435 456   | F0 00       | 30. Juni 1961 02:35:44  |
|                                                           | 0              | 00          | 1. Jan. 1970 00:00:00   |
| 216                                                       | 65 536         | 00 01 00 00 | 1. Jan. 1970 18:12:16   |
| 224                                                       | 16 777 216     | 01 00       | 14. Juli 1970 04:20:16  |
|                                                           | 100 000        | 05 F5 E1 00 | 3. März 1973 09:46:40   |
| 228                                                       | 0268 435 456   | 10 00       | 4. Juli 1978 21:24:16   |
|                                                           | 500 000        | 1D CD 65 00 | 5. Nov. 1985 00:53:20   |
| 229                                                       | 0536 870 912   | 20 00       | 5. Jan. 1987 18:48:32   |
|                                                           | 805 306 368    | 30 00       | 9. Juli 1995 16:12:48   |
|                                                           | 1 000          | 3B 9A CA 00 | 9. Sep. 2001 01:46:40   |
| 230                                                       | 1 073 741 824  | 40 00       | 10. Jan. 2004 13:37:04  |
|                                                           | 1 111          | 42 3A 35 C7 | 18. März 2005 01:58:31  |
|                                                           | 1 234 567 890  | 49 96 02 D2 | 13. Feb. 2009 23:31:30  |
|                                                           | 1 300 000      | 4D 7C 6D 00 | 13. März 2011 07:06:40  |
|                                                           | 1 342 177 280  | 50 00       | 13. Juli 2012 11:01:20  |
|                                                           | 1 400 000      | 53 72 4E 00 | 13. Mai 2014 16:53:20   |
|                                                           | 1 500 000      | 59 68 2F 00 | 14. Juli 2017 02:40:00  |
|                                                           | 1 600 000      | 5F 5E 10 00 | 13. Sep. 2020 12:26:40  |
| 1,5 · 230                                                 | 1 610 612 736  | 60 00       | 14. Jan. 2021 08:25:36  |
|                                                           | 1 700 000      | 65 53 F1 00 | 14. Nov. 2023 22:13:20  |
|                                                           | 1 800 000      | 6B 49 D2 00 | 15. Jan. 2027 08:00:00  |
|                                                           | 1 879 048 192  | 70 00       | 18. Juli 2029 05:49:52  |
|                                                           | 1 900 000      | 71 3F B3 00 | 17. März 2030 17:46:40  |
|                                                           | 2 000          | 77 35 94 00 | 18. Mai 2033 03:33:20   |
|                                                           | 2 100 000      | 7D 2B 75 00 | 18. Juli 2036 13:20:00  |
| 231−1                                                     | 2 147 483 647  | 7F FF       | 19. Jan. 2038 03:14:07  |
| Bei Verwendung des vorzeichenlosen (unsigned-) 32-bit-Typ |                |             |                         |
| 232−1                                                     | 4 294 967 295  | FF          | 7. Feb. 2106 06:28:15   |

## Unix-Befehle
Bei einigen Unix-ähnlichen Systemen lässt sich mittels nachstehendem Befehl eine Unixzeit in die äquivalente UTC-Zeit umrechnen (das Verhalten von date aus dem Beispiel ist nicht Bestandteil des POSIX-Standards).
```
 
date
 
-u
 
-d
 
@UNIXTIME

```

Beispiel:
```
 
date
 
-u
 
-d
 
@1234567890

 
Fr
 
13
.
 
Feb
 
23
:31:30
 
UTC
 
2009

```

Umgekehrt lässt sich die aktuelle Anzahl der vergangenen Sekunden seit dem 1. Januar 1970 auf einigen Unix-/Linux-Systemen mittels
```
 
date
 
+%s

```

anzeigen (das Verhalten von date ist auch hier nicht Bestandteil des POSIX-Standards).

## Beispiel-Implementierung
Möchte man die Unixzeit zu einem gegebenen Zeitpunkt berechnen, lässt sich das über folgenden Rechenweg bewerkstelligen. Die Unixzeit kennt keine Zeitzonen. Sie nutzt als Eingabe eine von Zeitzonen bereinigte Zeit. Schaltsekunden werden mangels Vorhersagbarkeit weder für die Vergangenheit noch für die Zukunft berücksichtigt.
Achtung: Der folgende Quelltext ist in der Programmiersprache C verfasst und arbeitet mit maschinenabhängigen Datentypen. Das Jahr-2038-Problem tritt bei diesem Programm jedoch nicht auf, da der verwendete Datentyp „long long“ mindestens 64 Bits besitzt. Wie jeder Beispielquelltext dient er allein der Illustration und sollte ohne Überprüfung nicht in den Praxiseinsatz übernommen werden.
```
/** Konvertiert gegliederte UTC-Angaben in Unix-Zeit.

 * Parameter und ihre Werte-Bereiche:

 * - jahr [1970..2038]

 * - monat [1..12]

 * - tag [1..31]

 * - stunde [0..23]

 * - minute [0..59]

 * - sekunde [0..59]

 */

long
 
long
 
unixzeit
(
int
 
jahr
,
 
int
 
monat
,
 
int
 
tag
,

                   
int
 
stunde
,
 
int
 
minute
,
 
int
 
sekunde
)

{

  
const
 
short
 
tage_seit_jahresanfang
[
12
]
 
=
 
/* Anzahl der Tage seit Jahresanfang ohne Tage des aktuellen Monats und ohne Schalttag */

    
{
0
,
31
,
59
,
90
,
120
,
151
,
181
,
212
,
243
,
273
,
304
,
334
};

  
int
 
schaltjahre
 
=
 
((
jahr
-1
)
-1968
)
/
4
 
/* Anzahl der Schaltjahre seit 1970 (ohne das evtl. laufende Schaltjahr) */

                  
-
 
((
jahr
-1
)
-1900
)
/
100

                  
+
 
((
jahr
-1
)
-1600
)
/
400
;

  
long
 
long
 
tage_seit_1970
 
=
 
(
jahr
-1970
)
*
365
 
+
 
schaltjahre

                           
+
 
tage_seit_jahresanfang
[
monat
-1
]
 
+
 
tag
-1
;

  
if
 
(
 
(
monat
>
2
)
 
&&
 
(
jahr
%
4
==
0
 
&&
 
(
jahr
%
100
!=
0
 
||
 
jahr
%
400
==
0
))
 
)

    
tage_seit_1970
 
+=
 
1
;
 
/* +Schalttag, wenn jahr Schaltjahr ist */

  
return
 
sekunde
 
+
 
60
 
*
 
(
 
minute
 
+
 
60
 
*
 
(
stunde
 
+
 
24
*
tage_seit_1970
)
 
);

}

```

Eine Umrechnung von einer gegebenen Unixzeit in unsere gewöhnliche Datums- und Zeitdarstellung ist mit folgender Funktion möglich.
```
void
 
UnixzeitNachDatumZeit
(
unsigned
 
long
 
int
 
unixtime
,

                           
int
 
*
pJahr
,
 
int
 
*
pMonat
,
 
int
 
*
pTag
,

                           
int
 
*
pStunde
,
 
int
 
*
pMinute
,
 
int
 
*
pSekunde
)

{

    
const
 
unsigned
 
long
 
int
 
SEKUNDEN_PRO_TAG
   
=
  
86400ul
;
 
/*  24* 60 * 60 */

    
const
 
unsigned
 
long
 
int
 
TAGE_IM_GEMEINJAHR
 
=
    
365ul
;
 
/* kein Schaltjahr */

    
const
 
unsigned
 
long
 
int
 
TAGE_IN_4_JAHREN
   
=
   
1461ul
;
 
/*   4*365 +   1 */

    
const
 
unsigned
 
long
 
int
 
TAGE_IN_100_JAHREN
 
=
  
36524ul
;
 
/* 100*365 +  25 - 1 */

    
const
 
unsigned
 
long
 
int
 
TAGE_IN_400_JAHREN
 
=
 
146097ul
;
 
/* 400*365 + 100 - 4 + 1 */

    
const
 
unsigned
 
long
 
int
 
TAGN_AD_1970_01_01
 
=
 
719468ul
;
 
/* Tagnummer bezogen auf den 1. Maerz des Jahres "Null" */

    
unsigned
 
long
 
int
 
TagN
 
=
 
TAGN_AD_1970_01_01
 
+
 
unixtime
/
SEKUNDEN_PRO_TAG
;

    
unsigned
 
long
 
int
 
Sekunden_seit_Mitternacht
 
=
 
unixtime
%
SEKUNDEN_PRO_TAG
;

    
unsigned
 
long
 
int
 
temp
;

    
/* Schaltjahrregel des Gregorianischen Kalenders:

       Jedes durch 100 teilbare Jahr ist kein Schaltjahr, es sei denn, es ist durch 400 teilbar. */

    
temp
 
=
 
4
 
*
 
(
TagN
 
+
 
TAGE_IN_100_JAHREN
 
+
 
1
)
 
/
 
TAGE_IN_400_JAHREN
 
-
 
1
;

    
*
pJahr
 
=
 
100
 
*
 
temp
;

    
TagN
 
-=
 
TAGE_IN_100_JAHREN
 
*
 
temp
 
+
 
temp
 
/
 
4
;

    
/* Schaltjahrregel des Julianischen Kalenders:

       Jedes durch 4 teilbare Jahr ist ein Schaltjahr. */

    
temp
 
=
 
4
 
*
 
(
TagN
 
+
 
TAGE_IM_GEMEINJAHR
 
+
 
1
)
 
/
 
TAGE_IN_4_JAHREN
 
-
 
1
;

    
*
pJahr
 
+=
 
temp
;

    
TagN
 
-=
 
TAGE_IM_GEMEINJAHR
 
*
 
temp
 
+
 
temp
 
/
 
4
;

    
/* TagN enthaelt jetzt nur noch die Tage des errechneten Jahres bezogen auf den 1. Maerz. */

    
*
pMonat
 
=
 
(
5
 
*
 
TagN
 
+
 
2
)
 
/
 
153
;

    
*
pTag
 
=
 
TagN
 
-
 
(
*
pMonat
 
*
 
153
 
+
 
2
)
 
/
 
5
 
+
 
1
;

    
/*  153 = 31+30+31+30+31 Tage fuer die 5 Monate von Maerz bis Juli

        153 = 31+30+31+30+31 Tage fuer die 5 Monate von August bis Dezember

              31+28          Tage fuer Januar und Februar (siehe unten)

        +2: Justierung der Rundung

        +1: Der erste Tag im Monat ist 1 (und nicht 0).

    */

    
*
pMonat
 
+=
 
3
;
 
/* vom Jahr, das am 1. Maerz beginnt auf unser normales Jahr umrechnen: */

    
if
 
(
*
pMonat
 
>
 
12
)

    
{
   
/* Monate 13 und 14 entsprechen 1 (Januar) und 2 (Februar) des naechsten Jahres */

        
*
pMonat
 
-=
 
12
;

        
++*
pJahr
;

    
}

    
*
pStunde
  
=
 
Sekunden_seit_Mitternacht
 
/
 
3600
;

    
*
pMinute
  
=
 
Sekunden_seit_Mitternacht
 
%
 
3600
 
/
 
60
;

    
*
pSekunde
 
=
 
Sekunden_seit_Mitternacht
        
%
 
60
;

}

```

Diese Funktion erwartet als Eingangsparameter eine vorzeichenlose Ganzzahl („unsigned long int“). Nach dem C-Standard sind das mindestens 32 Bit. Die Funktion liefert somit korrekte Ergebnisse bis mindestens zum Januar 2106.